# Сливківська сільська рада
| Сливківська сільська рада — орган місцевого самоврядування у Рожнятівському районі Івано-Франківської області з адміністративним центром у с. Сливки. Утворена 9 липня 1991 року. Водоймища на території, підпорядкованій даній раді: річка Лімниця. Сільській раді підпорядковані населені пункти: - с. Сливки |

## Склад ради
Рада складається з 16 депутатів та голови.

### Керівний склад ради
| ПІБ                      | Основні відомості                                                 | Дата обрання | Дата звільнення |
| ------------------------ | ----------------------------------------------------------------- | ------------ | --------------- |
| Матішак Сергій Петрович  | Сільський голова, 1959 року народження, освіта, безпартійний      | 26.03.2006   | 31.10.2010      |
| Матішак Сергій Петрович  | Сільський голова, 1959 року народження, освіта вища, безпартійний | 31.10.2010   | 11.12.2011      |
| Василів Василь Миронович | Сільський голова, 1957 року народження, освіта вища, безпартійний | 11.12.2011   |                 |

Примітка: таблиця складена за даними джерела